# Wynaszauka
Wynaszauka (biał. Вынашаўка; ros. Выношевка, Wynoszewka; pol. hist. Wynoszówka) – wieś na Białorusi, w obwodzie homelskim, w rejonie kormańskim, w sielsowiecie Karoćki, nad doliną Sożu. Graniczy z Kormą.

## Historia
W XIX i w początkach XX w. położona była w Rosji, w guberni mohylewskiej, w powiecie rohaczewskim, w gminie Korma. Następnie w granicach Związku Sowieckiego. Od 1991 w niepodległej Białorusi.